# ГЕС Нікаджек
ГЕС Нікаджек (англ. Nickajack Dam) – гідроелектростанція у штаті Теннессі (Сполучені Штати Америки). Знаходячись між ГЕС Chickamauga (вище по течії) та ГЕС Гантерсвілл, входить до складу каскаду на річці Теннессі, яка дренує Велику долину у Південних Аппалачах та після повороту на північний захід впадає ліворуч до Огайо, котра в свою чергу є лівою притокою Міссісіпі (басейн Мексиканської затоки).
З 1913 року на річці працювала ГЕС Hales Bar, гребля якої станом на початок 1960-х вже не могла повноцінно виконувати своєї функції через масштабне протікання води. Крім того, судноплавний шлюз цієї давньої споруди був меншим за інші на тенессійському водному шляху. Як наслідок, в 1964-1967 роках для заміни Hales Bar в 10 км нижче по течії звели комбіновану бетонну/насипну греблю Nickajack висотою 24,7 метра (від підошви фундаменту, висота від тальвегу – 22,6 метра) та довжиною 1148 метрів, яка потребувала 1224 тис м3 матеріалу (в т.ч. 104 тис м3 бетону). 
Гребля утримує витягнуте по долині річки на 74 км водосховище з площею поверхні 42 км2 та об’ємом 497 млн м3 (корисний об’єм 25 млн м3), в якому припустиме коливання рівня у операційному режимі між позначками 192,6 та 193,2 метра НРМ. При цьому можливо відзначити, що водойма також бере участь в роботі ГАЕС Ракун-Манутін, для якої виконує функцію нижнього резервуару. 
Інтегрований у греблю машинний зал обладнаний чотирма турбінами типу Каплан загальною потужністю 105 МВт.
Судноплавний шлюз комплексу має розміри камери 183х34 метри.